# Dirka po Franciji 1903
Dirka po Franciji 1903 je bila 1. dirka po Franciji, ki je potekala med 1. in 21. julijem 1903. Sponzorirana in vodena je bil s strani francoskega časopisa L'Auto, predhodnika sedanjega dnevnega športnega časopisa l'Équipe.
Kolesarsko dirko je predlagal novinar Géo Lefèvre svojemu uredniku Henriju Desgrangeu potem ko je dobil navdih zanjo v literaturi, zlasti v noveli Tour de France par Deux Enfants v kateri sta se dva mladeniča odločila potovati okoli Francije. Časopis je podprl dirko, da bi si zagotovil večjo prodajo.
Tour 1903 se je začel 1. julija z etapo Montgeron-Villeneuve-Saint-Georges, route de Corbeil, končal pa 19. julija v Vile-d'Avray, restaurant du Père. Imel je zgolj šest etap, v primerjavi z dvajsetimi na Touru 2004, s skupno dolžino 2428 km. Etape so bile dolge, najdaljša med njimi, Nantes-Pariz, je imela 471 km, najkrajša, med Toulousom in Bordeauxom 268 km (sedanje povprečje - 171 km na Touru 2004). Dirko je začelo 60 kolesarjev, celotno dirko pa jih je končalo 21. Zmagovalec je dobil za nagrado 3000 frankov (okoli 26.250 eurov).
Tekmovalci za seboj niso imeli ekip. Za nastop na dirki so plačali startnino 10 frankov (87,50 eurov). Za razliko od danes je bil kolesarju, ki ni prevozil etapnega cilja, dovoljen nastop tudi v naslednjih etapah. Tako je Hippolyte Aucouturier po odstopu v prvi etapi nastopil in zmagal v naslednjih dveh etapah. Charles Laeser, zmagovalec četrte etape, ni dokončal tretje etape.
Maurice Garin je bil skupni zmagovalec kolesarske dirke, za katero je potreboval 94 ur, 33 minut in 14 sekund. Drugi, Lucien Pothier, je za njim zaostal 2 uri 49 minut in 21 sekund, tretji pa je bil Fernand Augereau z zaostankom 4 ure, 29 minut in 24 sekund. Poslednji, tako imenovani lanterne rouge, je bil Arsène Millocheau z zaostankom 64 ur, 57 minut in 8 sekund.

## Pregled
| Kategorije                          | Podatki     |
| ----------------------------------- | ----------- |
| Začetek-konec                       | Pariz-Pariz |
| Dolžina (km)                        | 2.428       |
| Število etap                        | 6           |
| Povprečna hitrost zmagovalca (km/h) | 25,679      |
| Kolesarjev                          | 60          |
| Tekmo končalo                       | 21          |

| Etapa | Start in cilj        | Dolžina | Etapni zmagovalec              | Vodeči                 |
| ----- | -------------------- | ------- | ------------------------------ | ---------------------- |
| 1     | Pariz - Lyon         | 467 km  | Maurice Garin Francija         | Maurice Garin Francija |
| 2     | Lyon - Marseille     | 374 km  | Hippolyte Aucouturier Francija | Maurice Garin Francija |
| 3     | Marseille - Toulouse | 423 km  | Hippolyte Aucouturier Francija | Maurice Garin Francija |
| 4     | Toulouse - Bordeaux  | 268 km  | Charles Laeser Švica           | Maurice Garin Francija |
| 5     | Bordeaux - Nantes    | 425 km  | Maurice Garin Francija         | Maurice Garin Francija |
| 6     | Nantes - Pariz       | 471 km  | Maurice Garin Francija         | Maurice Garin Francija |